# Palinodie
Eine Palinodie (aus griech. παλινῳδία = Widerruf) ist ein in der Antike entwickeltes dichterisches oder rhetorisches Verfahren, in dem die inhaltlichen Mitteilungen eines bereits vorliegenden anderen Texts Gedichts unter genauer Beibehaltung von dessen formalen Merkmalen in ihr Gegenteil verkehrt werden. 
Berühmt war im Altertum die Palinodie des Stesichoros, der der Sage nach wegen eines die Helena beleidigenden Gedichts mit Erblindung bestraft worden war, durch seinen Widerruf jedoch das Augenlicht zurückerhielt.
Platon inszenierte in seinem Dialog Phaidros eine Palinodie, indem er Sokrates eine Rede halten lässt, in welcher er Kernelemente einer gerade zuvor gehaltenen Rede widerruft. Bevor er dies tut, verweist er auf Stesichoros und zitiert diesen.
Später gebrauchte man Palinodie generell für den Widerruf von Beleidigungen oder Meinungsäußerungen jeglicher Art. 